# 圣加大肋纳堂 (里尔)
圣加大肋纳堂（法語：Église Sainte Catherine）是法国北部里尔老城的一座罗马天主教教堂，哥特式风格，建于1485-1727年，1991年列为法国历史古迹。

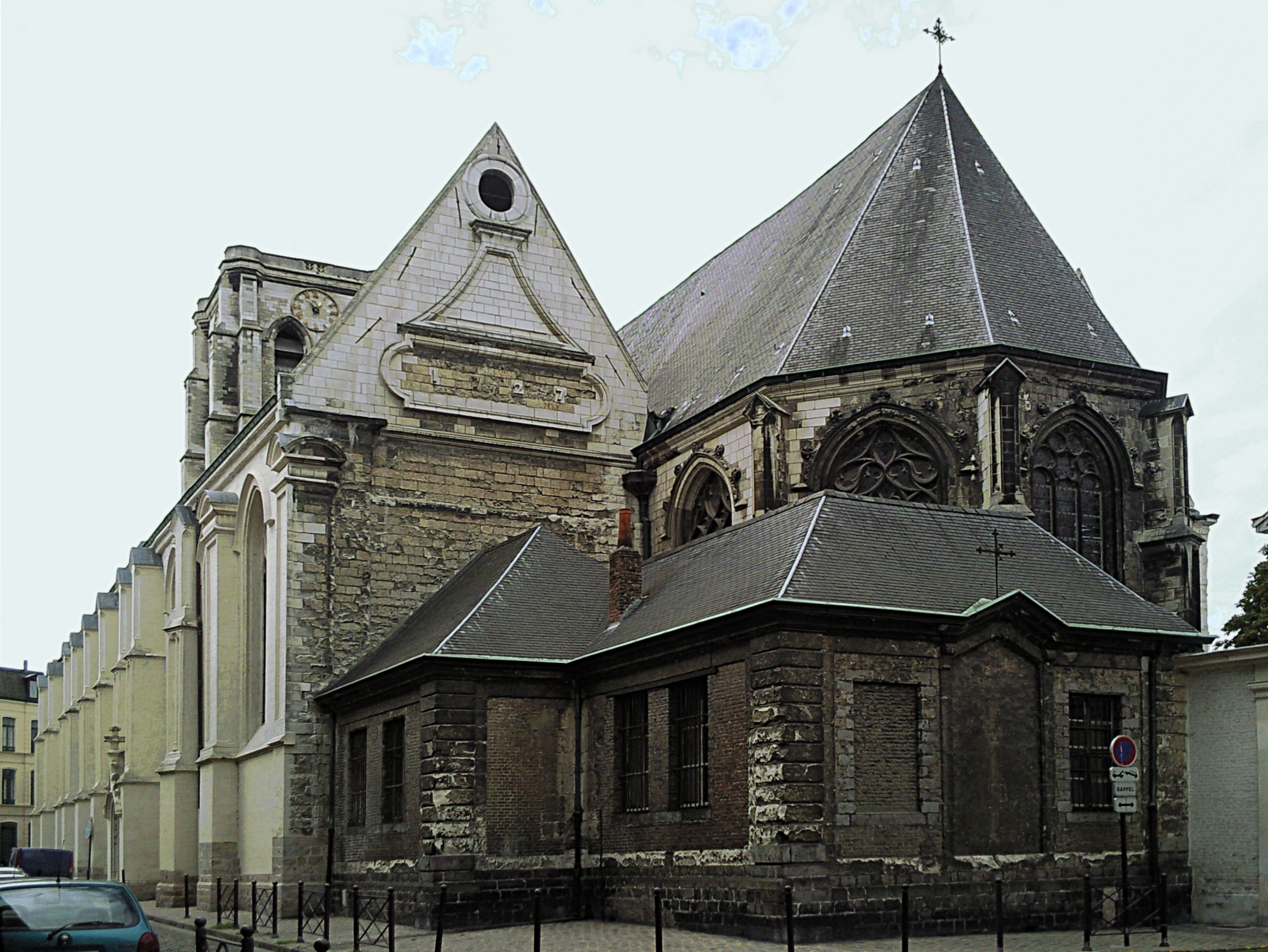

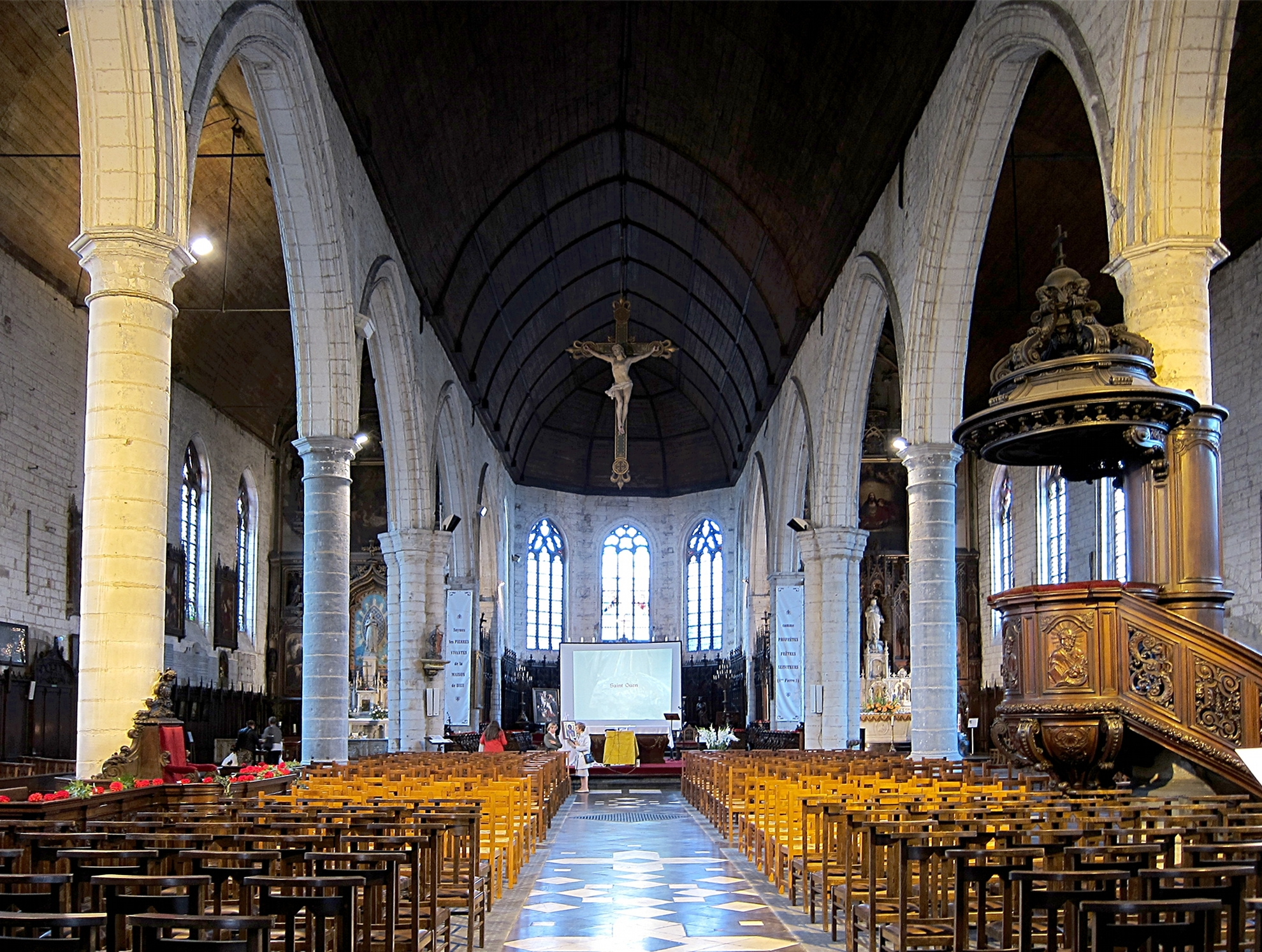

法国革命期间，该堂曾改为仓库。